# Walter Bluhm
Pour les articles homonymes, voir Bluhm.
Walter Bluhm (né le 5 août 1907 à Berlin, mort le 2 décembre 1976 à Munich) est un acteur allemand.

## Biographie
Il est le fils de libraire Wilhelm Bluhm et sa femme Cordula Mathieu. Il suit d'abord une formation de libraire. En 1924, il suit la formation du Max Reinhardts Seminar et est figurant au théâtre. Il est engagé à Stuttgart (Württembergische Wanderbühne), Darmstadt (Landestheater), Gera (Reussisches Theater) et Berlin (Dr.-Robert-Klein-Bühnen, Staatstheater, Volksbühne). Le 31 mars 1937, il épouse Charlotte Hepprich.
Après avoir participé à toute la Seconde Guerre mondiale, il revient sur scène en août 1945 au  Theater am Schiffbauerdamm. Il interprète aussi bien des rôles comiques que tragiques.
Au cinéma, après des apparitions dans des courts-métrages d'Oskar Fischinger et de Leopold Lindtberg, il a son premier rôle dans Sept dans un lycée de Robert A. Stemmle. Il est régulièrement dans les films de l'UFA.
Après la guerre, il revient aussi vite au cinéma. Il joue d'abord dans les films de la DEFA puis après 1949 dans les productions ouest-allemandes. Il incarne des personnes timides ou subtiles.
Au milieu des années 1960, Bluhm se tourne vers la télévision. Il joue des adaptations théâtrales et dans des séries.

## Filmographie sélective
Cinéma
- 1935: Sept dans un lycée
- 1935: Hermine und die sieben Aufrechten
- 1937: Der Biberpelz (en)
- 1938: Der Maulkorb
- 1938: Pour le mérite
- 1939: L'Océan en feu
- 1944: Seinerzeit zu meiner Zeit
- 1944: Der grüne Salon
- 1946: Irgendwo in Berlin
- 1948: Ballade berlinoise
- 1949: Les Quadrilles multicolores
- 1955: Dans tes bras
- 1955: Du darfst nicht länger schweigen
- 1955: Les Rats
- 1955: Hotel Adlon
- 1955: Liebe, Tanz und 1000 Schlager
- 1955: Das Sandmännchen
- 1955: Dornröschen
- 1955: Rendez-moi justice
- 1956: La Reine du music-hall
- 1956: L'Étudiante Helene Willfüer
- 1956: Ein Mann muß nicht immer schön sein
- 1956: Liane la sauvageonne
- 1958: Les Yeux noirs
- 1959: Aus dem Tagebuch eines Frauenarztes
- 1959: Alt Heidelberg
- 1961: Liane, die Tochter des Dschungels
- 1962: L'Invisible docteur Mabuse
- 1965: Jerry Cotton contre les gangs de Manhattan
- 1970: Unter den Dächern von St. Pauli (de)

Télévision
- 1964: Don Gil von den grünen Hosen
- 1966: Spätsommer
- 1968: Landarzt Dr. Brock: Automarder
- 1969: Kaddisch nach einem Lebenden
- 1970: Die Person
- 1970: Theatergarderobe
- 1971: Arsène Lupin, saison 1, épisode 12: Graf von Tornbüll
- 1973: Der rote Schal
- 1974: Wecken Sie Madame nicht auf
- 1975: Die Stadt im Tal
- 1976: Inspecteur Derrick : Calcutta [1]

## Source de la traduction
- (de) Cet article est partiellement ou en totalité issu de l’article de Wikipédia en allemand intitulé « Walter Bluhm » (voir la liste des auteurs).